# Џек Трбосек
Џек Трбосек (енгл. Jack The Ripper) је надимак енглеског серијског убице с краја 19. века, чији идентитет никада није установљен. Надимак, који је остао запамћен у историји, води порекло од писма — потписаног са Џек Трбосек — које је стигло у редакцију лондонске Централне новинске агенције, а које је послала особа која је за себе тврдила да је убица. Џек Трбосек је зверски убио најмање пет проститутки у Вајтчепелу, сиромашном кварту Лондона, 1888. године. Мистерија која окружује идентитет и мотиве овог убице (или убица) заинтригирала је многобројне истраживаче и инспирисала бројне ауторе да напишу књиге о њему. Његов дневник од 9.000 речи пронађен је 1992 године; у њему су описани злочини, а садржи и потпис убице. Веровало се да је дневник фалсификат, али је 2017. потврђена његова аутентичност. Дневник је припадао Џејмсу Мејбрику, трговцу памука из Ливерпула.

## Чињенице
Прва идентификована жртва била је Мери Ен Николс која је пронађена заклана у дворишту једне зграде 31. августа 1888.
Жртве Џека Трбосека биле су жене које су се повремено бавиле проституцијом и које су "ординирале" у једном од најсиромашнијих крајева Лондона, у Вајтчепелу (Ист енд). Са изузетком последње, која једва да је имала 25 година, све остале су биле жене у зрелим годинама.
Број и природа жртава представљају још и данас енигму за истраживаче: зашто је убица одабрао проститутке? Зашто се зауставио после петог убиства? Зашто се баш последње убиство одиграло у таквим околностима?

## Начин деловања
Већина убистава се догодила на јавним или полујавним местима, на плочницима или у двориштима стамбених зграда. То је стога што се чин проституције у тадашње време није одвијао ни у хотелу ни у приватном стану, него ноћу у дворишту стамбених зграда или у приватном пролазу између две зграде, обично у каквом ћорсокаку.
Жртве би биле заклане, вероватно страга; Трбосек би потом отварао абдомен жртве извлачећи одатле унутрашње органе (црева, бубреге, материцу), након чега би те исте органе остављао на лешевима или их односио са собом. Прецизност којом су жртве биле распорене, као и чињеница да су се убиства одиграла ноћу на неосветљеним местима, упућује на закључак да је убица имао одређено хируршко знање, или да је, у најмању руку, био доброг општег образовања које му је омогућавало до дође до књига о анатомији.
Једна од његових жртава, Елизабет Страјд, била је заклана али не и распорена: аналитичари процењују да Џек Трбосек вероватно није могао да изведе своју замисао на време.
Последња жртва, Мери Џејн Кели, нечим је очевидно заслужила посебан третман. То је, вероватно, стога што је једина убијена на затвореном месту (убиство се одиграло у њеном стану). Њени органи били су разбацани свуда по стану, а готово сви удови били су одвојени од трупа.

## Жртве
"Званичне" жртве су: Мери Ен Николс, Ени Чепман, Елизабет Страјд, Кетрин Едоуз и Мери Кели.
Оне за које се претпоставља да су жртве Џека Трбосека су Елис Макензи (заклана у својој 40. години, јула 1889), Френсис Колс (имала је 26 година када је пронађена пререзаног гркљана).
- Вила Феј - надимак који је дан непознатој жртви, према извештају нађеној 26. децембра 1887. , убијеној "ударцем коца у стомак ". Говорило се да је "Вила Феј" само креација медија која је настала због збуњујућих изјава што су их дале Ема Елизабет Смит и њена пријатељице Марта Табрам. Име "Вила Феј" појављује се тек неколико година након убиства. Данас не постоје информације о томе да ли је "Вила Феј" постојала или не, а Центар за породичне евиденције из Клеркенвела у Лондону нема никаквих информација о особи имена "Феј" или сличног) убијеној у том периоду.
- Ана Милвод - рођена око 1850. (наводно), по извештају нападнута 25. фебруара 1888. и потом хоспитализирана због "бројних убода у ноге и доње делове тела". Пуштена је из болнице, но преминула је, наводно због природних узрока, 31. марта 1888.
- Ејда Вилсон - по извештају нападнута 28. марта 1888. с два убода у врат, преживела напад.
- Ема Елизабет Смит - рођена око 1843. (наводно). Нападнута је 3. априла 1888. тако што јој је тупи предмет гурнут у вагину чиме јој је оштећена међица. Преживела је напад и успела упркос повредама доћи до своје куће. Пријатељи су је одвели у болницу где је полицији рекла да су је напала 2 или 3 мушкарца, од којих је један био тинејџерске доби. Пала је у кому и преминула 5. априла 1888..
- Марта Табрам - рођена 10. maja 1849, убијена 7. августа 1888. Нађена је са укупно 39 рана од убода. Од неканонских Вајтечапелских убистава, Табрамова се од свих наведених жртава сматра као 6. могућа жртва Џека Трбосека, због евидентног недостатка јасног мотива, географског и периодичког проксимитета канонских напада и очигледне бруталности напада.
- Вајтчапелска мистерија - појам који се користи за догађај када је у подруму новог средишта Метрополитанске полиције нађен безглави торзо мртве жене. Догађај се збио 2. октобра 1888. Рука која је припадала жртви, недуго пре убиства виђена је како плута у Темзи. У близини торза нађена је и закопана нога која је такође била њена. Остали удови и глава никад нису пронађени, а тело никад није идентификовано.
- Ана Фармер - рођена 1848, по извештају нападнута 21. новембра 1888. Упркос реза на грлу успела је да преживи. Рана је била површна и највероватније узрокована тупим ножем. Полиција је веровала да си је она сама направила рану те је истрага прекинута .
- Роуз Милет - (право име највероватније Кетрин Милет) рођена 1862, а умрла 20. децембра 1888. По извештају задављена је "ужетом снажно повученим око врата", иако су неки инспектори мислили да се случајно сама угушила овратником властите хаљине док је била у пијаном стању.
- Елзабет Џексон - проститутка чији су разни делови тела пронађени и покупљени у Темзи између 31. маја и 25. јуна 1889. По извештају идентификована је по ожиљцима које је имала пре нестанка и наводног убиства .
- Eлис Мекензи рођена око 1849, а убијена 17. јула 1889. Узрок смрти, према извештају, био је "пререз леве вратне артерије", но на телу је пронађено још рана и посекотина .
- Убиство у улици Пинчин - назив је који је дан случају од 10. септембра 1889, када је пронађен торзо у сличном стању као и у Витечапелских мистериј, иако руке нису биле одсечене. Непотврђене спекулације из тог времена говоре да је тело припадало Лидији Харт, проститутки која је нестала пре уморства. Вајтчапелска мистерија и "Убиство у улици Пинчин" највероватније су била дела серијског убице којему је предложен надимак "Убица од торза". Питање јесу ли Џек Трбосек и "Убица од торза" једна или двије различите особе које су имале неутврђену везу један с другим (делујући у истом периоду).
- Фрeнсис Колес рођена 1865, а убијена 13. фебруара 1891. Мање ране на глави и леђима сугеришу да је насилно бачена на земљу пре него што јој је гркљан пререзан. Осим наведених, на телу није било никаквих других повреда. Тело јој је пронађено испод железничког лука у Свалов Гарденсу. Ово је била 11. и последња жртва у Лондонском полицијском извештају која је убијена у Витечелу.
- Кери Браун рођена око 1835, убијена 24. априла 1891. на Менхетну у Њујорку. Задављена је одећом, а потом осакаћена ножем. На телу јој је нађена велика рупа између ногу и абдомена и неколико јачих посекотина на леђима и ногама. Ниједан орган није одстрањен са места злочина, иако је један јајник нађен на кревету. Ни данас није јасно да ли је он тамо смештен намерно или се случајно нашао на кревету током процеса сакаћења. Убиство је упоређено са онима из Витечела, но лондонска полиција изјавила је да та два злочина нису повезана.

### Потврђене жртве
| Канонска петорка Жртве Џека Трбосека |
| ------------------------------------ |
| Мери Ен Николс                       |
| Ени Чепман                           |
| Елизабет Страјд                      |
| Кетрин Едоуз                         |
| Мери Џејн Кели                       |

За пет жена се данас са сигурношћу може тврдити да су биле жртве Џека Трбосека:
Мери Ен Николс
Била је позната и под именом "Поли" Николс, рођена 1845, удата за Виљема Николса, мајка петоро деце, растала се од мужа 1882. године. Убијена је у ноћи 31. августа 1888, а њено тело је кремирано на гробљу Лефорд 6. септембра исте године.
Њено тело је пронађено у три сата изјутра, пререзаног гркљана, готово одвојено од главе, са цревима обмотаним око врата и засеченим абдоменом; њени генитални органи били су такође расечени. Аутопсијом је утврђено да је убица леворук, што су доцније криминолози више пута одбацивали.
Тадашње новине (које су врвеле од чланака о убијеним женама, које су биле осакаћене и живе спаљене) посматрале су цео овај случај као "чудан", истичући, на тај начин, особеност убичиног начина деловања.
Ени Чепман
Рођена као Елиза Ан Смит 1841, удата за Џона Чепмана 1869. и мајка две девојчице, убијена је 8. септембра 1888. у стражњем дворишту Ханбјури улице бр. 29. Њено тело је кремирано 14. септембра исте године.
Њено тело је пронађено у лежећем положају на земљи, пререзаног врата и скоро потпуно обезглављено. Трбух је био отворен, црева су остављена на десном рамену жртве, док су вагина, материца и две трећине мокраћне бешике биле некуд однесене. Код њених ногу пронађено је неколико новчића и коверат који је био адресиран на 20. август.
Један очевидац, који је живео у згради, рекао је да је чуо неку жену како виче "не", али је признао да се није усудио да погледа кроз прозор. Сутрадан, једна девојчица је испричала полицији да је видела неколико кућа одатле локву крви: полицајци су закључили да се вероватно ради о трагу који је убица оставио за собом носећи органе жртве.
Неколико дана касније полицајци су у кварту ухапсили једног месара, Јеврејина, Џона Пизера, на основу кожне кецеље пронађене на месту злочина. Врло брзо је, међутим, установљено да тај комад коже нема никакве везе са злочином: припадао је једном од станара те зграде који га је опрао и оставио ту да се суши. Пизер је ипак задржан у притвору два дана, што је дало времена полицији да га оправда у очима гомиле која је била спремна да га линчује.
Од тада па надаље убица је оквалификован као полудели фанатик или сексуални манијак који нема никакво знање о анатомији. Неколико очевидаца је само потврдило да је видело жртве у разговору са извесним човеком који је носио црни коферчић у руци и који је на глави имао цилиндар.
Елизабет Страјд
Рођена 1843. у Шведској, мајка двоје деце, развела се 1876, пронађена је мртва 30. септембра 1888. Тело је пронашао у дворишту клуба Бернер извесни Луис Димшуц. Њено тело је кремирано на гробљу Ист у Лондону.
Њено беживотно тело је пронађено у дворишту зграде коју су насељавали Јевреји и Немци. Само јој је грло било дубоко засечено; према сведочењу једног кочијаша крв јој је још увек текла кад ју је пронашао.
За ово убиство није сасвим сигурно да га је починио исти убица, јер се убрзо потом догодило још једно убиство на месту толико удаљеном од овог да скоро да није могуће да је исти човек у питању.
Кетрин Едоуз
Рођена 1842. у Волверхамптону, изродила је троје деце са својим животним сапутником Томасом Конвејом. Убијена 30. септембра 1888, пронађена изузетно унакаженог тела на јавном месту, у једном парку.
Кетрин Едоуз је стављена на страшне муке вероватно зато што Џек није стигао да доврши свој посао на Елизабет Страјд. Њено беживотно тело је лежало у бари крви, отвореног стомака. Жртва је комплетно раскомадана, нос и лево уво одсечени, на лицу је ножем било урезано велико латинично слово V. Тело је било готово обезглављено, желудац и црева остављена на десном рамену, јетра исечена, бубрези и генитални органи некуд однесени.
Мери Џејн Кели
Рођена 1863, убијена је у петак 9. новембра 1888. око три сата изјутра. Њени остаци кремирани су на католичком гробљу у Лондону.
Ово последње убиство превазишло је својом стравичношћу сва остала; довољно је само прочитати извештај са аутопсије да бисмо се у то уверили: Тело је испружено по средини кревета, рамена спљоштена, али је осовина тела благо нагнута на леву страну, глава лежи на левом образу. Лева рука се налази уз тело, левом подлактицом укошена удесно и постављена на абдомен. Десна рука, једва прикачена за тело, лежи на душеку, док подлактица на абдомену пружа поглед на стешњене прсте. Ноге су широко раширене, лева бутина образује прав угао са трупом, док десна бутина оцртава туп угао са пубичном кости. Цела спољна површина абдомена и бутина је расцепана, а сви унутрашњи органи су извађени из трбушне дупље. Груди су разрезане, руке унакажене многобројним неправилним убодима ножем, а лице је скроз непрепознатљиво. Ткиво врата је раскомадано све до кости. Унутрашњи органи су разбацани свуда унаоколо: материца, бубрези и једна дојка се налазе испод главе; друга дојка уз десну ногу; јетра међу ногама; црева десно од тела; слезина лево од тела; месни дроњци абдомена и бутина нагомилани на столу; срце је ишчупано и никад није пронађено.

## Личност убице

### Надимак
"Џек Трбосек" је надимак који је можда смислио један новинар или — што је мање вероватно — који долази од самог Џека.
Надимак, који је остао запамћен у историји, води порекло од писма насловљеног са "Драги шефе", које је стигло 27. септембра 1888. у редакцију Централне новинске агенције, и које је потписано са Џек Трбосек. Не зна се да ли је писмо било аутентично; неки сматрају да представља покушај да се појача одјек који је цела афера имала у јавности.
Неки потврђују да надимак уистину долази од једног новинара који је, желећи да подгреје своје чланке, наденуо убици ово име.
Псеудоним Џек Трбосек је, ипак, наставио да живи у јавности, јер је Скотланд јард дао дозволу за умножавање овог писма у свим новинама надајући се да ће неко можда препознати рукопис убице.

### Озлоглашеност
У поређењу са осталим серијским убицама, Џек Трбосек је оставио за собом мали број жртава. Разлоге његове озлоглашености треба тражити у другим стварима. У време када се све то дешава његови злочини налазе пут до јавности путем медија. Свирепост коју је испољавао на жртвама била је застрашујућа: жртве су биле заклане, распорене или им је била одсечена глава. Спретност Џека Трбосека такође је допринела да буде толико познат.
Више чинилаца је омогућило убици да уђе у анале злочина и у колективно сећање. Најзначајније је убичино коришћење медија, што је за то време била новина. Од неколико писама послатих у редакције један број њих се са сигурношћу може приписати убици; та су писма произвела ефекат грудве снега која је недела убице учинила актуелним у наредним месецима. Знатижеља јавности била је увећана више пута поновљеним неуспесима Скотланд јарда.
Један од чинилаца је и мистерија која још и данас наставља да обавија личност Џека: полиција никад није открила идентитет убице, и врло је вероватно да јој никада и није допао шака. Спекулације, које трају још од првог дана, настављају да подгревају знатижељу.

## Писма
За време Трбосекових убистава, полиција и новине су примале много писама у вези овог случаја. Нека од њих била су и од добронамерних особа које су давале савете како да ухвати убицу. Но, велика је већина сматрана бескорисном и игнорисана. Најзанимљивија писма су она у којима пише да је аутор Џек Трбосек. Многи стручњаци мисле да ниједно од писама није право, али постоје три писма за која се одувек веровало да су права. То су:
- Писмо Драги шефе- писмо је послано 25. септембра 1888, а примљено је 27. септембра. У писму је писало како ће убица својој следећој жртви одсећи ухо, но многи су мислили да је писмо лажно. Но када је пронађено тело Кетрин Едоуз, којој је недостајало ухо, привукло је пажњу полиције. Након убистава полиција је тврдила да је писмо шала неког локалног новинара.
- Разгледница Смели Џек- разгледница примљена 1888. Разгледница помиње да су две жене убијене јако близу једна другој. Реч је о Кетрин Едоуз и Елизабет Страјд. Убијене су рано ујутро 30. септембра 1888. Неки тврде да је писмо послано пре убиства и да је право зато што аутор писма није могао знати шта ће се догодити. Но писмо је печатирано више од 24 сата након што се убиство десило и тада су новинари већ знали шта се десило.
- Писмо Из пакла- писмо послано и примљено 1888. Иако постоји много писама које је послано у полицију ово се сматра јединим аутентичним писмом правог Џека Трбосека. За разлику од писма Драги шефе и разгледнице Смели Џек, ово писмо није потписано са именом Џек Трбосек. Писмо је послато у малом пакету који је, као што су лекари утврдили, садржавао и половину људског бубрега сачуваног у алкохолу. Убица је извадио 1 бубрег Кетрин Едоуз. Многи мисле да је то била половина тог бубрега. Неки су службеници мислили да су бубрег набавили студенти медицине и послали га поштом као шалу.

## Трагови

### Графит у улици Гоулстон
Почев од двоструког убиства од 30. септембра, полиција је истражила места злочина у потрази за евентуалним траговима и сведоцима. Око три сата изјутра један од инспектора, по имену Алфред Лонг, открива графит исписан белом кредом на зиду, недалеко од места где је убијена Катрин Едоуз. Текст гласи: "The Jews are the men That Will not be Blamed for nothing" (Јевреји неће бити окривљени ни за шта). Да не би дошло до побуђивања антисемитских осећања, натпис је забележен и одмах обрисан.
Трбосеколози су, у међувремену, запазили занимљиву везу између правописно погрешно написане речи Juwes уместо Jews (Јевреји), као име Јубелум (ученик Хирамов) које се често среће у светој књизи слободних зидара (масона). Одатле је закључено да је Џек Трбосек био масон, или да је, у најмању руку, био близак масонима.

## Теорије и осумњичени
Тројица осумњичених били су предмет књига и филмских адаптација. То су принц Алберт Виктор, наследник енглеске круне, лекар и хирург сер Вилијам Гал, и сликар и уметник Волтер Сикерт.
- Патриша Корнвел у својој књизи Портрет убице: Џек Трбосек – случај закључен брани теорију (засновану на некадашњим узорцима ДНК) према којој би Волтер Сикерт био аутор ових пет убистава. Његова ум. дела представљала би тако одјек његових злочина. Аргумент књиге почива на гомили случајности које немају снагу доказа. Она показује да је сасвим извесно да је Сикерт повезан са једним или више писама написаних под псеудонимом убице, али не успева да пружи необорив доказ његове кривице.
- У својој Црвеној књизи о Џеку Трбосеку Стефан Бургоан покушава да објективно опише све чињенице без намере да проба да установи идентитет Џека Трбосека.
- Извесни доктор Нил Крим, који је изјавио "Ја сам Џек...!" док је био на вешалима[2], дуго је сматран као осумњичени број један, баш као и мистериозни Џејмс Мејбрик, који се издавао за Џека Трбосека у свом дневнику.
- У стрипу Из пакла, аутора Алана Мура, који је потом адаптиран у биоскопима, кривац је краљев лекар сер Вилијам Гал, хирург краљевске породице. Иако мотиви овог лекара остају и данас предмет разних контроверзи (према којима су проститутке биле сведоци тајног брака — који није доказан — између принца Алберта од Енглеске и једне просте католикиње; Гал је добио задатак да их елиминише да не би могле да уцењују краљевску породицу), чини се да су за његову кандидатуру од пресудног значаја били извештаји са аутопсије који истичу прецизност расецања. Имајући у виду чињеницу да су убиства била почињена ноћу на мрачним местима, један хирург је могао имати довољно анатомског знања да их изведе. Па ипак, на крају своје књиге Алан Мур наглашава да је ова теорија чиста фикција без трунке упоришта у реалности.
- Најзад, у једном писму написаном 1913. а откривеном 1993. Џ. Г. Литлчајлд, главни инспектор тајне полиције Лондона 1888, помиње извесног Франсиса Џ. Тамблетија. Његове сумње базирају се на прошлости овог надрилекара у Сједињеним Америчким Државама и на изјавама његових ближњих које потврђују да је он сам истицао велику мржњу према женама (говорио је за њих да су стока). Овај осумњичени је ухапшен 19. новембра 1888, Скотланд јард га је теретио за убиства проститутки, али га је ипак пустио уз кауцију. На крају је замакао у Сједињене Државе; више инспектора му је било за петама, али је Тамблети успео да мистериозно нестане јануара 1889. Убрзо затим, медији су почели да јављају о убиствима на Далеком западу, зачуђујуће сличним онима које је починио Трбосек, као и о шест ужасних убистава у Манагви. Тамблети је умро у Сент Луису (држава Мисури), 28. маја 1903.
- Један од осумњичених био је убица Џорџ Чепмен.

Ниједна ваљана чињеница не потврђује нити оспорава ове теорије.

## Откриће из 2014.
У септембру 2014. године десило се можда највеће откриће у овом случају. Наиме, бизнисмен Русел Едвардс аматерски се бавио случајем годинама и на њему је лично ангажовао и др Јарија Лоухелајинена, светски познатог стручњака специјализованог у анализи генетских доказа с историјских места злочина. Кључни доказ нађен је на шалу жртве Кетрин Едоуз. Генетски материјал са њега упоређен је са ДНК њених потомака, те потомцима више од стотину осумњичених особа. Користећи најсавременије методе утврђено је да се ДНК савршено поклопио с једним сумњивцем - пољским имигрантом под именом Арон Космински. Због овог доказа, многи криминолози овај случај сматрају решеним, јер никад није откривен бољи доказ који би открио ко је био Џек Трбосек.